# Legge di iniziativa popolare nella Repubblica di San Marino
La legge di iniziativa popolare è un istituto legislativo relativo all'iniziativa legislativa, presente anche nella Repubblica di San Marino, mediante il quale i cittadini facenti parte del corpo elettorale possono, attraverso una raccolta di firme, presentare al Consiglio Grande e Generale (e per esso ai Capitani Reggenti) un progetto di legge redatto in articoli, affinché questo sia poi discusso e votato.
Nella Repubblica di San Marino il numero di firme necessarie alla presentazione di una legge di iniziativa popolare è di almeno 60 firme di cittadini elettori.
L'art. 34 della legge 28 novembre 1994, n.101, stabilisce che il progetto, accompagnato dalle firme degli elettori proponenti, segua lo stesso iter previsto per tutte le altre leggi di iniziativa consiliare e che i presentatori, attraverso un loro rappresentante, possano partecipare con diritto di parola alla fase di esame della proposta da parte delle Commissioni politico-consiliari.